# Alexandre Zaporojsky
Alexandre Zaporojsky (en russe : Александр Иванович Запорожский, en français : Alexandre ou Alexsander Zaporojsky ou Zaporojski, en anglais : Alexander Zaporozhsky) est un ancien officier supérieur du Service des renseignements extérieurs (SVR). Il y a été colonel et chef du Premier Département de la Direction du contre-espionnage extérieur du SVR. Arrêté en novembre 2001 par les Russes, il est condamné en 2003 pour haute trahison, puis libéré en juillet 2010 dans le cadre d'un échange d'espions entre les États-Unis et la Russie.

## Biographie
C'est après avoir quitté le SVR en 1997 et être devenu un transfuge que Zaporojsky vit aux États-Unis, dans l’État du Maryland et travaille comme expert à la sécurité dans une PME, « Water Shipping Company ».
Il est arrêté le 9 novembre 2001 à son arrivée à Moscou des États-Unis. Les détails de son arrestation restent toujours confidentiels, ce qui a favorisé l'apparition de différentes versions des faits à propos de son enlèvement secret, au nez et à la barbe du FBI, et de son exfiltration forcée vers la Russie. Il est condamné le 11 juin 2003 par une Cour militaire de Russie à dix-huit ans de prison ferme pour haute trahison, à la fin d'un procès à huis clos.
Il a été libéré à l'occasion d'un échange d'espions en 2010 de quatre citoyens russes travaillant pour l'Ouest contre dix illégaux russes arrêtés aux États-Unis le 9 juillet 2010.
La firme américaine spécialisée dans les renseignements Stratfor affirma que Zaporojski avait été l'un des agents doubles ayant donné des informations aux Américains permettant la capture de Robert Hanssen ainsi que celle d'Aldrich Ames, deux des agents doubles présentés comme les espions les plus importants arrêtés par les États-Unis dans les années 1990 et 2000.